# دوجو (ژاپن)
دوجو (ژاپنی: 道場 هپبورن: dōjō, تلفظ ژاپنی: [doꜜ:(d)ʑo:]) سالن یا مکانی برای غوطه‌ور شدن در یادگیری یا مراقبه است.

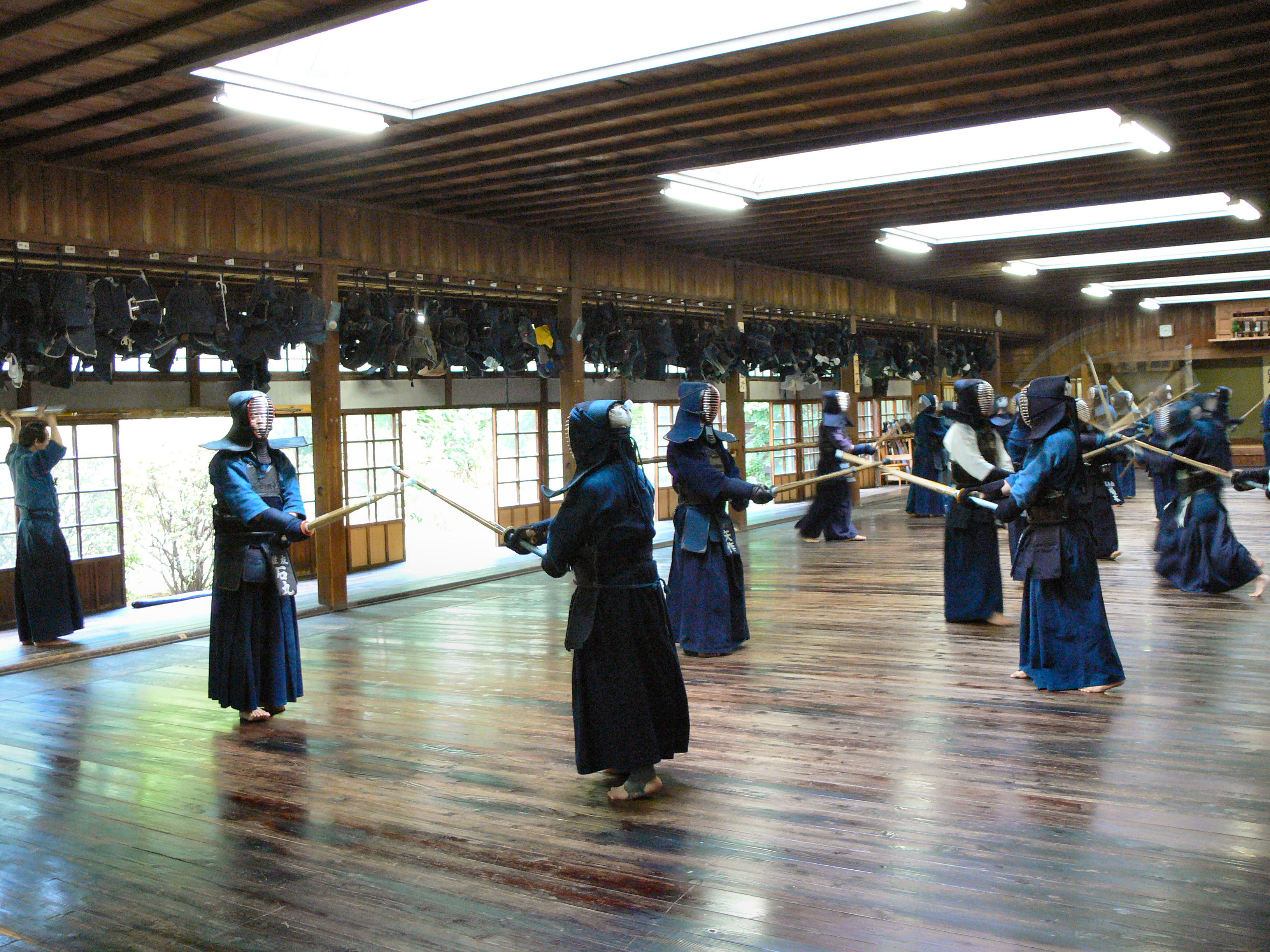
یک kendō dōjō، توکیو

این مکان به‌طور سنتی در زمینه هنرهای رزمی است، اما به‌طور فزاینده ای در زمینه‌های دیگر، مانند مدیتیشن و توسعه نرم‌افزار دیده شده‌است. این اصطلاح در زبان ژاپنی به معنای "محل راه " است.

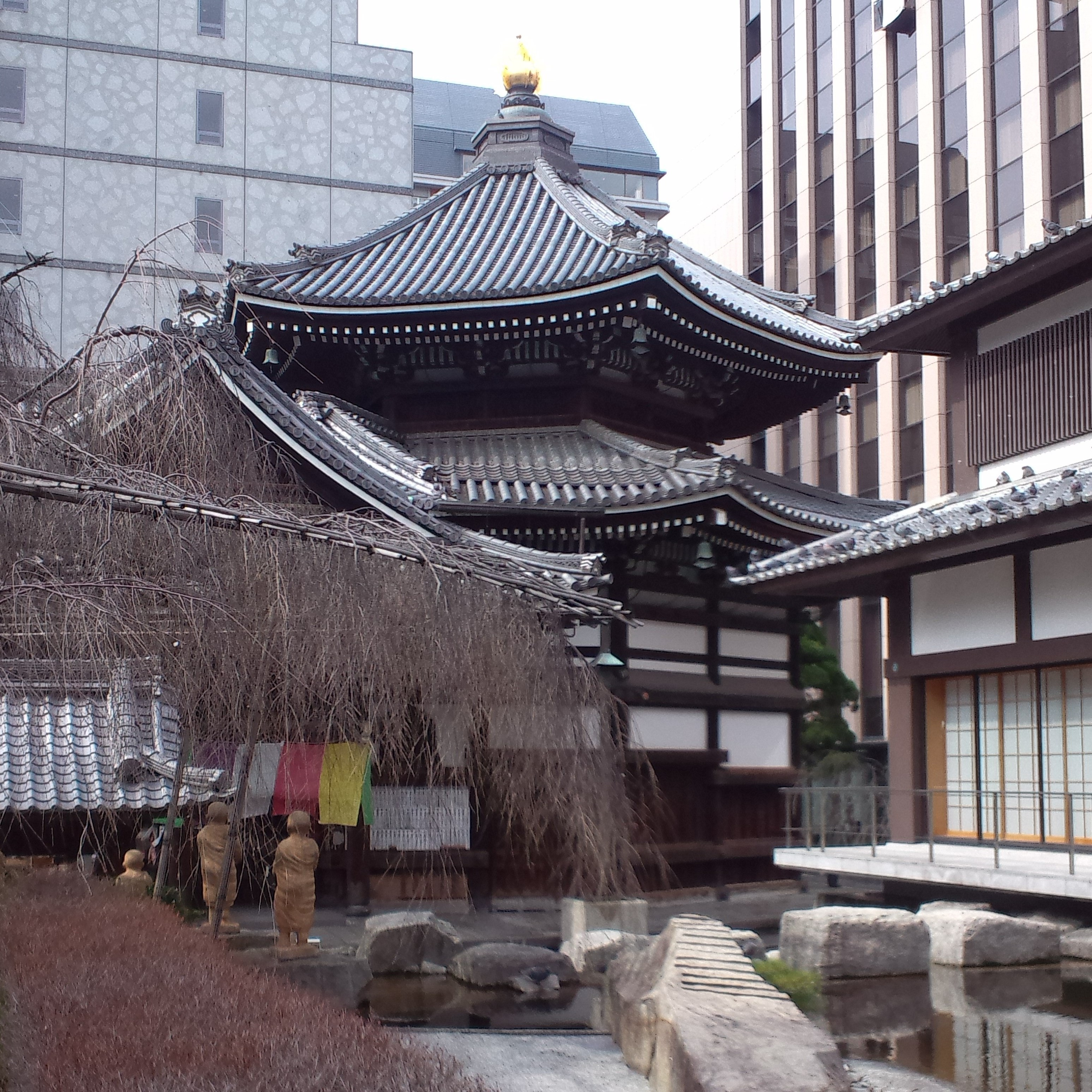
Ikenobō dōjō (راست) در کنار Rokkaku-dō، کیوتو

## یادداشت
1. ↑  Also [do:(d)ʑo:].